# Pleioceras
Genre
Pleioceras est un genre de plantes à fleurs de la famille des Apocynaceae.

## Liste d'espèces
Selon Catalogue of Life (7 août 2020), World Checklist of Selected Plant Families (WCSP) (7 août 2020) et The Plant List (7 août 2020) :
- Pleioceras afzelii (K.Schum.) Stapf (1902)
- Pleioceras barteri Baill. (1888)
- Pleioceras gilletii Stapf (1902)
- Pleioceras orientale Vollesen (1980)
- Pleioceras zenkeri Stapf (1902)

Selon Tropicos (7 août 2020) (Attention liste brute contenant possiblement des synonymes) :
- Pleioceras afzelii (K. Schum.) Stapf
- Pleioceras barteri Baill.
- Pleioceras gilletii Stapf
- Pleioceras glaberrima Wernham
- Pleioceras oblonga Wernham
- Pleioceras orientale Vollesen
- Pleioceras stapfiana Wernham
- Pleioceras talbotii Wernham
- Pleioceras whytei Stapf
- Pleioceras zenkeri Stapf